# Scaunul Sighișoarei

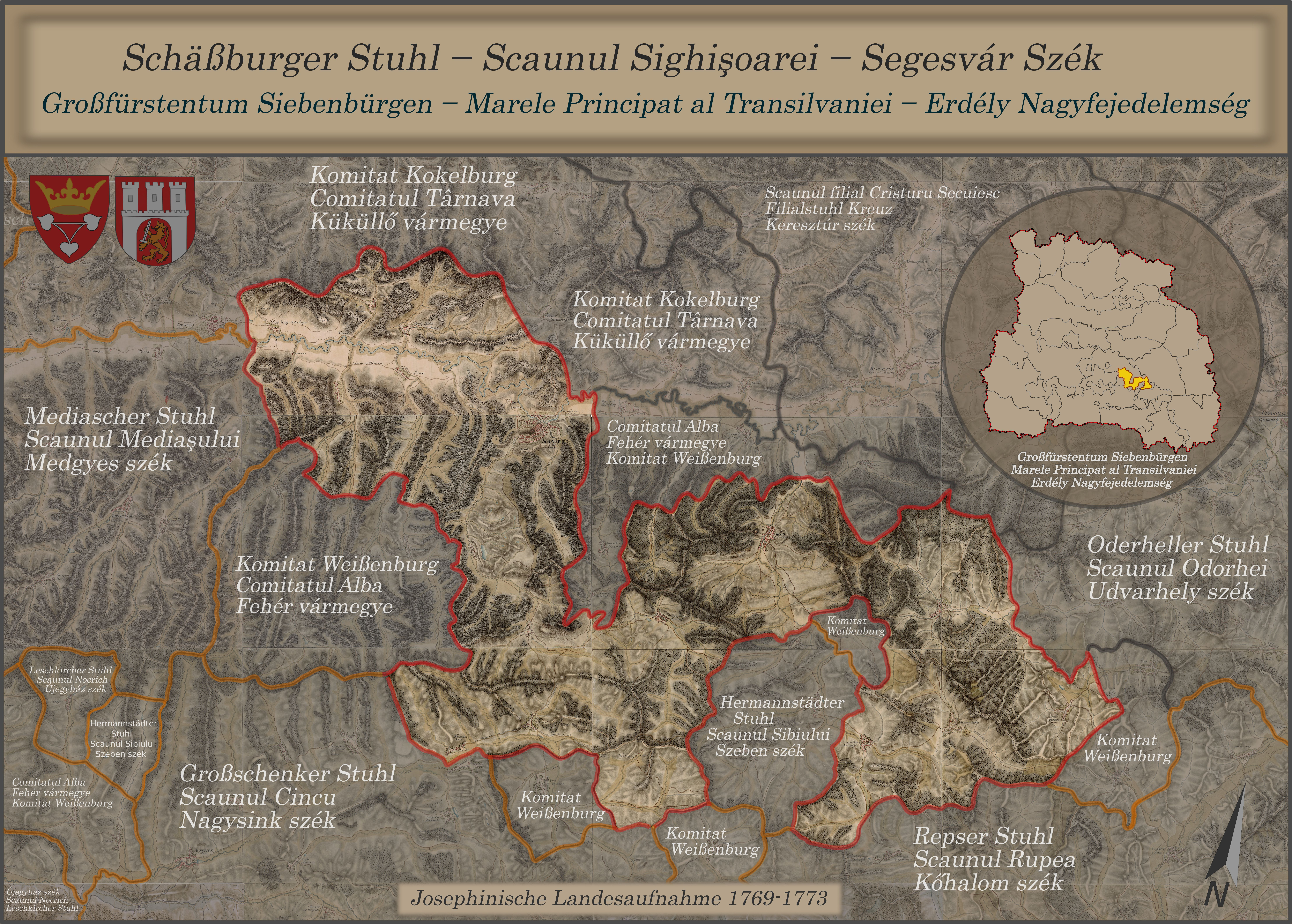
Scaunul Sighişoarei în Harta Iosefină a Transilvaniei, 1769-73

Scaunul Sighișoarei (în germană Stuhl Schäßburg, în maghiară Segesvári szék) a fost o unitate administrativă a sașilor transilvăneni apărută la începutul secolului al XIII-lea, care avea sediul în Sighișoara, fiind menționat pentru prima oară în anul 1337. O dată cu înființarea sa, localitatea a cunoscut o dezvoltare rapidă, astfel încât după numai 30 de ani, în 1367, Sighișoara a capătat rang de oraș fiind numit Civitas de Segusvar. Scaunul Sighișoarei era divizat în două subunități administrative: Scaunul Superior (Oberer Stuhl/Kreis) și Scaunul Inferior (Unterer Stuhl).

## Domenii aparținătoare

Scaunul Sighișoarei în secolul al XV-lea

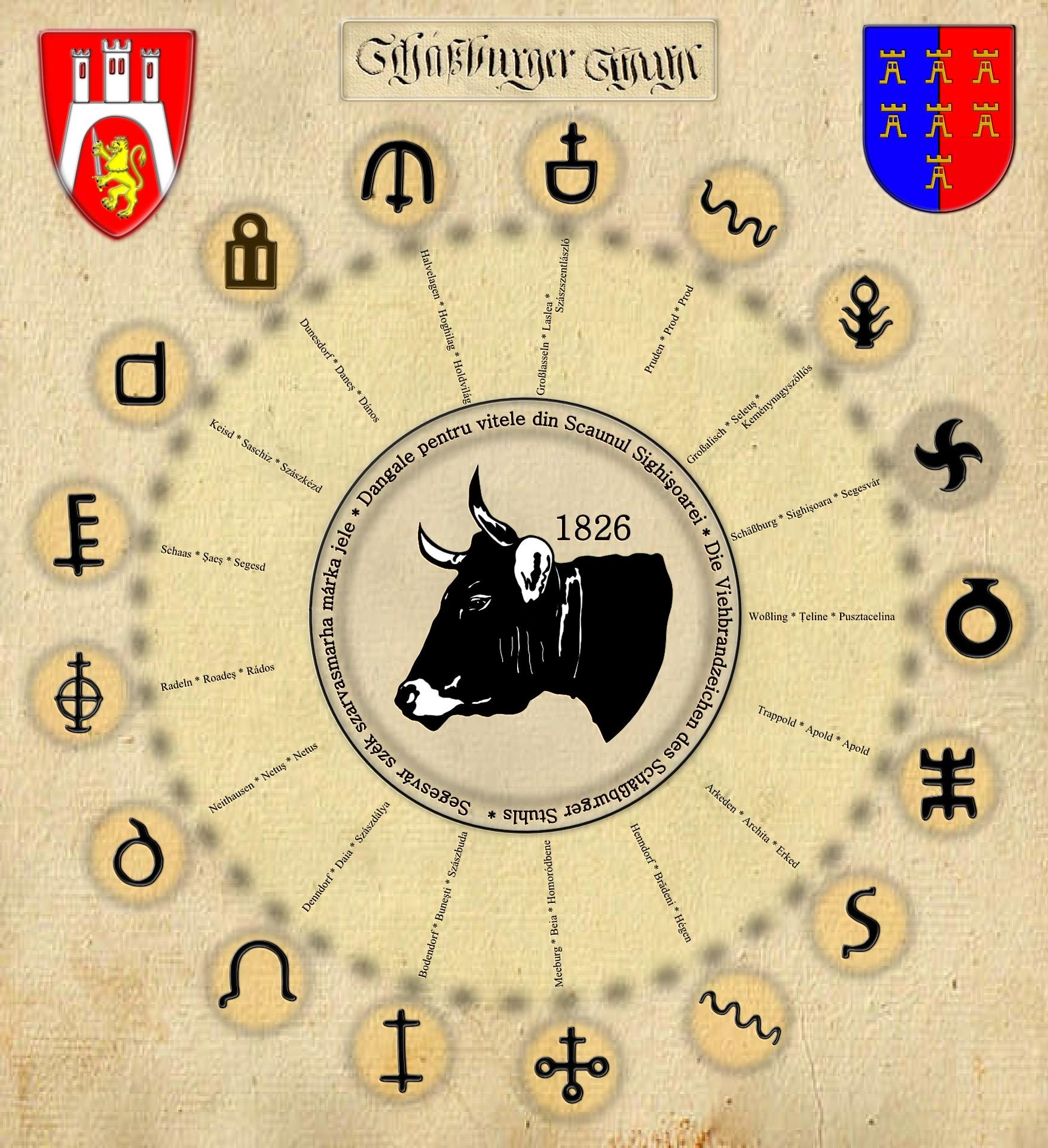
1826 - Dangale pentru vitele din Scaunul Sighişoarei

Scaunul Sighișoarei avea următoarele localități în componență:
- Scaunul superior:
  - Daneș, în germană Dunesdorf, în maghiară Danos.
  - Hoghilag, în germană Halwelagen, în maghiară Holdvilag.
  - Laslea, în germană Großlasseln, în maghiară Szászszentlászlo
  - Prod, în germană Pruden, în maghiară Prod.
  - Seleuș, în germană Großalisch Seieus, în maghiară Kemenynagyszöllös (Nagyszöllös).
  - Sighișoara, în germană Schäßburg, în maghiară Segesvár.
  - Țeline, în germană Woßling, în maghiară Pusztacelina/Vaslek.
- Scaunul inferior:
  - Archita, în germană Artkeden/Erkeden, în maghiară Erked
  - Bunești/Bundorf, în germană Bodendorf, în maghiară Szászbuda.
  - Brădeni/Hendorf, în germană Henndorf, în maghiară Hégen.
  - Daia, în germană Denndorf/Dellendorf, în maghiară Szászdálya.
  - Beia, în germană Meeburg, în maghiară Homoródbene.
  - Saschiz, în germană Kreisd, în maghiară Szászkézd.
  - Netuș, în germană Neithausen, în maghiară Netus.
  - Roadeș, în germană Radeln, în maghiară Rádos.
  - Apold, în germană Trappold/Trapolden, în maghiară Apold.
  - Șaeș, în germană Schaas, în maghiară Segesd.

## Dangale pentru vite, 1826
|                                                     | Die Viehbrandzeichen des Schäßburger Stuhls Dangale pentru vitele din Scaunul Sighişoarei Segesvár szék szarvasmarha márka jele |                                     |                                     |                       |                             |
| Schäßburger Stuhl                                   | Schäßburg | Mehburg                             | Bodendorf                           | Dunesdorf             | Erkedt                      |
| Schäßburger Stuhl Scaunul Sighişoarei Segesvár szék | Schäßburg Sighişoara Segesvár                                                                                                   | Meeburg Beia Homoródbene            | Bodendorf Buneşti Szászbuda         | Dunesdorf Daneş Dános | Arkeden Archita Erked       |
| Henndorf                                            | Hallwelägen | Groß-Alisch                         | Neuthaus                            | Pruden                | Radeln                      |
| Henndorf Brădeni Hégen                              | Halvelagen Hoghilag Holdvilág                                                                                                   | Großalisch Seleuş Keménynagyszőllős | Neithausen Netuş Netus              | Pruden Prod           | Radeln Roadeş Rádos         |
| Schaas                                              | Denndorf | Kayßd                               | Laßlen                              | Trapold               | Woßling                     |
| Schaas Şaeş Segesd                                  | Denndorf Daia Szászdálya | Keisd Saschiz Szászkézd             | Großlasseln Laslea Szászszentlászló | Trappold Apold        | Woßling Ţeline Pusztacelina |